# Иван Асень III
Иван Асень III — болгарский царь, занявший престол на короткое время (1279—1280) благодаря поддержке Византии.

## Биография
Сын Марии, дочери царя  Ивана Асеня II, и Мицо Асеня, который, не сумев удержать власть над Болгарией нашел убежище в Византии у Михаила VIII Палеолога.
Узнав о воцарении в Болгарии Ивайло, крестьянина по происхождению, Михаил VIII решил поддержать имевшего законные претензии на болгарский трон Ивана Асеня III. Рассчитывая поставить Болгарию под свой контроль, он выдал за Ивана Асеня III свою старшую дочь Ирину и отправил в Болгарию армию с целью утвердить его на троне.
В это время Ивайло воевал с монголами, осадившими его в Доростоле. Прошёл слух, что Ивайло разбит и умер. Столичная аристократия открыла столичные ворота для нового царя Ивана Асеня III. Большим влиянием в Тырново пользовался боярин и стратег Георгий I Тертер, но византийский император решил женить его на сестре Ивана Асеня III и дать ему титул деспота. Таким образом Михаил VIII Палеолог решил, что ему удастся смирить несогласных с вступлением на престол Ивана Асеня.
Царь Ивайло, прорвав татарскую осаду в Доростоле, двинул войска на Тырново и осадил город. Иван Асень III ввиду беспомощности стал умолять своего покровителя византийского императора Михаила VIII Палеолога о помощи. Император послал две армии, но царь Ивайло уничтожил их. После этого Иван позорно бежал из столицы, причём став знаменитым тем, что ограбил и унёс все сокровища царской сокровищницы. Оттуда он направился в Месембрию (совр. город Несебыр), а оттуда морем в Константинополь. Болгарским царём объявили боярина Георгия Тертера.
Через некоторое время Иван Асень III отправился к хану Ногаю, по приказу Михаила VIII Палеолога, который узнал, что царь Ивайло находится у хана и просит помощи. Там он за одним столом сидел с заклятым врагом царем Ивайло. Он также, как «сельский» царь умолял хана помочь ему вернуть престол. Историки пишут, что Ногай везде водил с собой экс-царей и хвалился, что у него за столом сразу два царя и законных претендента на Болгарский престол. Избежал смерти по заступничеству жены Ногая, которая была сестрой византийского императора.
После смерти Ивайло он вернулся в Византию и умер в 1303 году в своих родовых имениях в Малой Азии.